# Johann Nepomuk Reithoffer

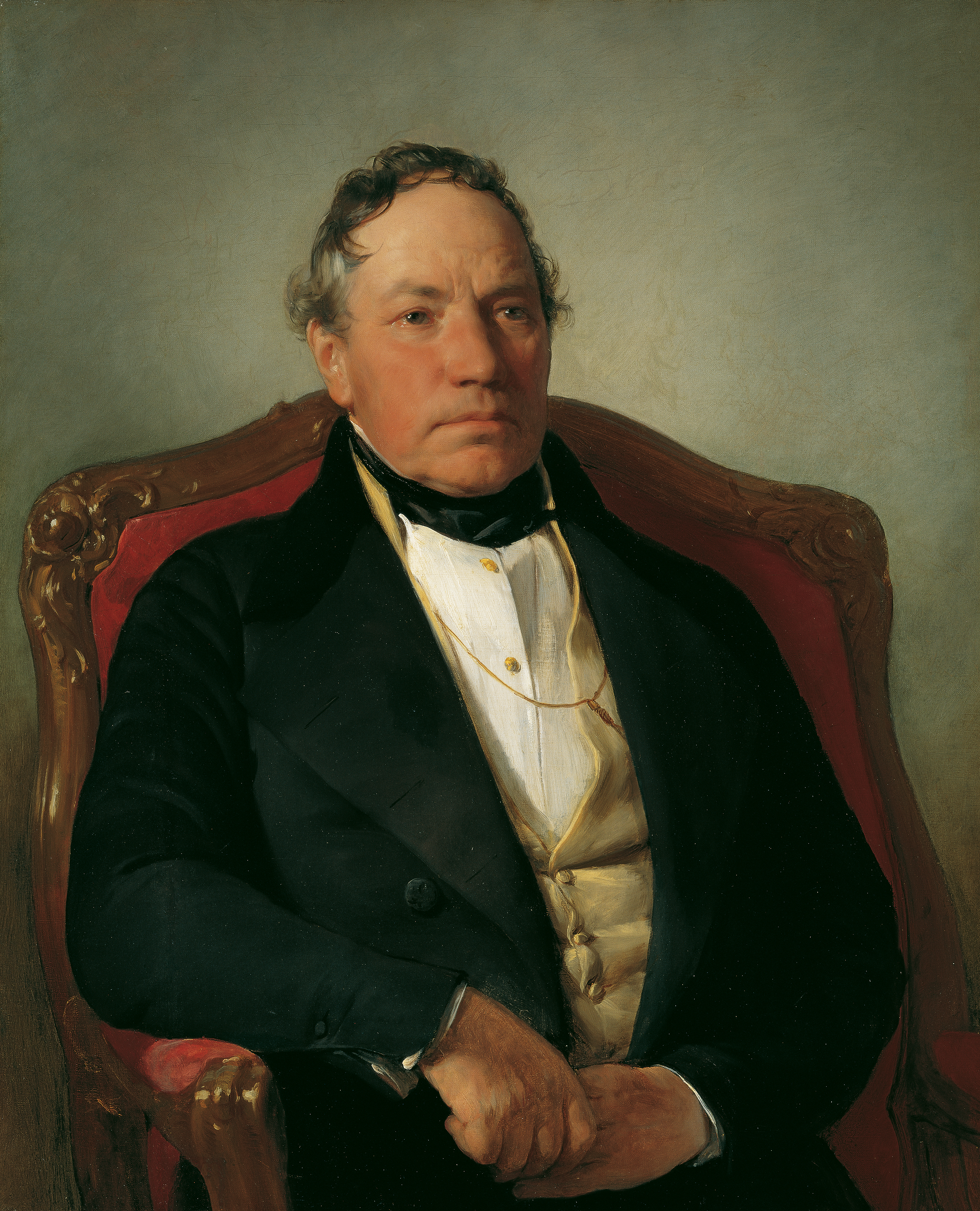
Johann Nepomuk Reithoffer, porträtiert von Friedrich von Amerling (1844)

Johann Nepomuk Reithoffer (* 13. April 1781 in Feldsberg, Niederösterreich; † 6. Mai 1872 in Wien) war ein österreichischer Unternehmer und Gründer der Niederösterreichischen k. k. landesbefugten Gummielasticum- und Guttaperchawarenfabrik in Wimpassing, aus der nach Zusammenschluss mit anderen Unternehmen 1912 die Firma Semperit entstand.

## Leben
Johann Reihoffer lernte bei seinem Vater vorerst das Schneiderhandwerk. Auf seiner Wanderschaft, bei der er nach Paris kam, besuchte er Chemievorlesungen an der Sorbonne. Nach seiner Rückkehr ließ er sich in Nikolsburg nieder. Mithilfe der Mitgift seiner Frau machte er sich 1807 mit einer Schneiderei selbständig. Sein Hauptaugenmerk bestand in der Herstellung von wasserundurchlässigen Stoffen, wofür er auch 1824 ein Privileg bekam. Da er von den anderen Schneidern boykottiert wurde, übersiedelte er in die Roßau bei Wien.
Im Jahr 1828 erhielt Reithoffer das Patent für das maschinelle Weben von Kautschukfäden, worauf im Jahr 1831 das Privileg zur alleinigen Herstellung folgte. Dies kann man als Geburtsstunde der Gummiindustrie bezeichnen. In Wimpassing in Niederösterreich kaufte er ein billiges Grundstück, wo er mit der Produktion von Gummielasticum- und Guttapercha-Waren begann. Bereits 1843 beschäftigte er 140 Arbeiter und 70 Meister. Auf der Industrieausstellung im Jahr 1845 wurden seine Erzeugnisse mit einer Goldmedaille prämiiert.
Der Betrieb wurde weiter vergrößert und 1853 übergab er die Leitung seinen Söhnen Eduard, Ludwig, Rudolf und Moritz.

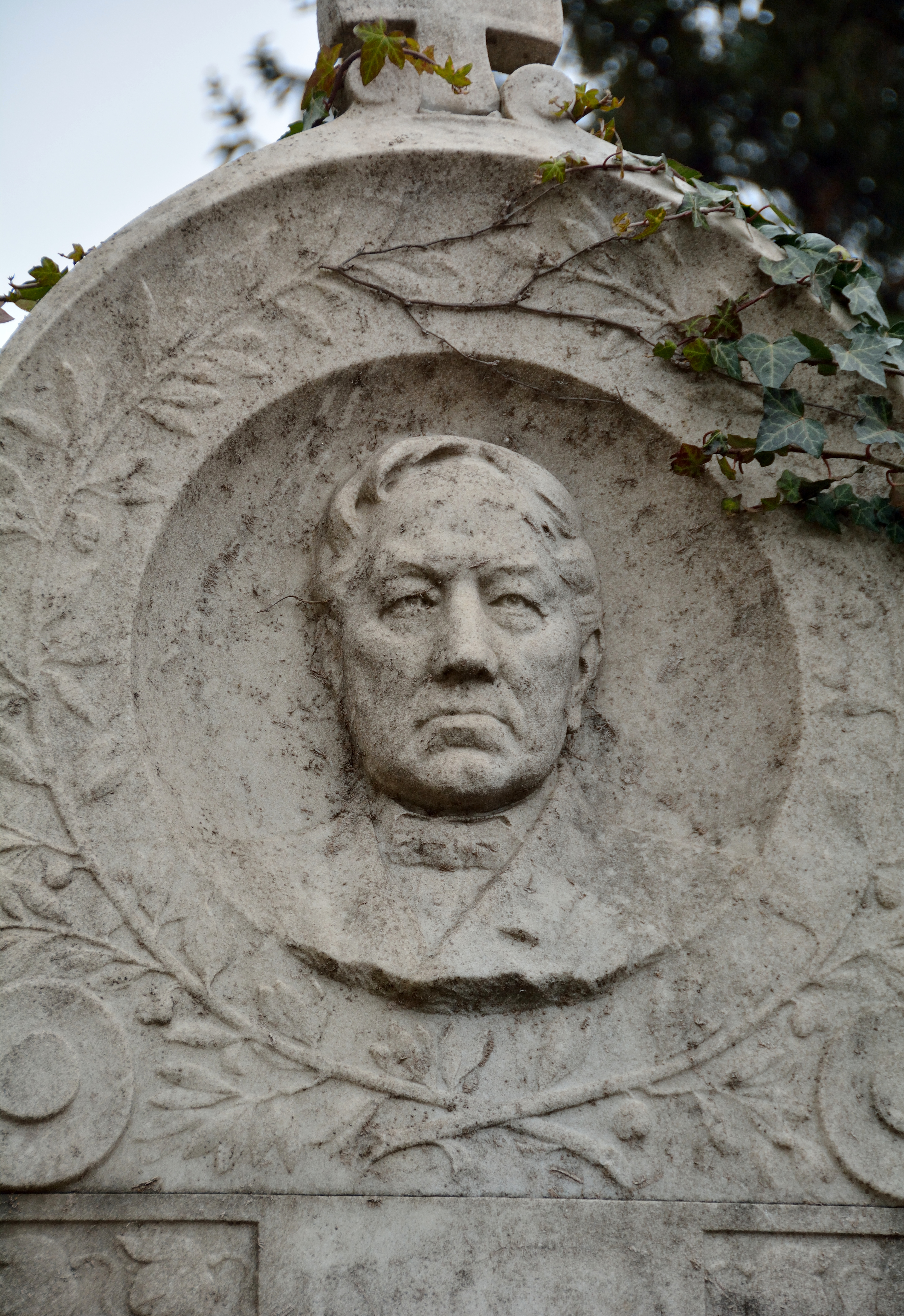
Reliefporträt Reithoffers auf dem Grabdenkmal am Hietzinger Friedhof

Im Jahr 1872 starb Reithoffer. Das Vorgängerunternehmen der Semperit AG beschäftigte in diesem Jahr bereits 800 Mitarbeiter. Reithoffer wurde auf dem Hietzinger Friedhof (Gruppe 17, Nr. 29) bestattet. Das Grabdenkmal gestaltete Richard Kauffungen.
1895 wurde in Wien Rudolfsheim-Fünfhaus (15. Bezirk) der Reithofferplatz nach ihm benannt.